# Ferdinando Fiandaca
Ferdinando Fiandaca (* 14. April 1857 in Santa Caterina Villarmosa; † 18. Februar 1941 ebenda) war ein italienischer Geistlicher.
Fiandaca war der Sohn von Antonino und Pasquala Seminatore. Er absolvierte seine Schulzeit im Priesterseminar von Catania und das Gymnasium in Palermo. 1878 wechselte er an das Noto Seminar um Theologie zu studieren. Nach Caltanissetta zurückgekehrt, lehrte er im Diözesanseminar Dogmatik, Kanonisches Recht, Heilige Schrift, Hebräische Sprache, Kirchengeschichte und Eloquenz.
Fiandaca wurde am 19. Oktober 1879 zum Priester geweiht zum Studium des Kirchenrechtes und der Theologie nach Rom gesandt. Danach wurde Papst Leo XIII. ernannte ihn am 22. Juni 1903 zum Bischof von Nicosia. Giuseppe Francica-Nava de Bontifè, Erzbischof von Catania, weihte ihn am 29. Juni 1903 zum Bischof. Mitkonsekratoren waren Damaso Pio de Bono, Bischof von Caltagirone, und Giovanni Blandini, Bischof von Noto. Papst Pius X. ernannte ihn am 10. April 1912 zum Bischof von Patti. Papst Pius XI. versetzte ihn am 1. August 1930 auf den Titularerzbischof von Cyrrhus. 